# 迪梅奥·范德霍斯特
迪梅奥·范德霍斯特（荷蘭語：Dimeo van der Horst，1991年6月23日—），荷兰男子篮球运动员，2018年三對三世界盃籃球賽男子银牌得主、2024年夏季奥林匹克运动会男子三人篮球金牌得主。